# Craig Zobel

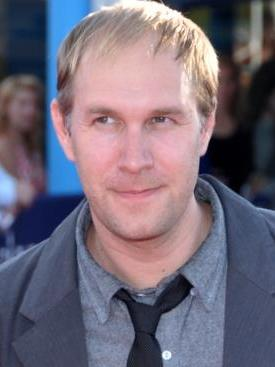
Craig Zobel 2012

Craig Zobel (* 16. September 1975 in New York City) ist ein amerikanischer Filmproduzent, Regisseur und Drehbuchautor. Als Regisseur drehte er die Filme Great World of Sound (2007), Compliance (2012), Z for Zachariah (2015) und The Hunt (2020); in Fernsehserien drehte er einzelne Episoden für The Leftovers (2015), American Gods (2017) und Westworld (2018) sowie 2021 die gesamte Staffel der Miniserie Mare of Easttown, mit der er für einen Primetime-Emmy nominiert wurde.

## Frühes Leben
Zobel wurde in New York City geboren, aber wuchs in Atlanta, Georgia, auf. Im Nachbarstaat North Carolina studierte er Film an der University of North Carolina School of the Arts, deren Film-Fachbereich 1993 gegründet wurde. Er lernte dort zusammen mit David Gordon Green sowie unter anderem seinem Ko-Autor George Smith, Greens Kameramann Tim Orr und Zobels Kameramann Adam Stone. Die Gruppe war in der zweiten und dritten Abschlussklasse des neuen Filmbereichs der Universität, sodass er beschreibt, es war dort noch ein unerforschtes Gebiet. Nach dem Abschluss arbeitete er zunächst mit Green zusammen und wurde als dessen rechte Hand bekannt, indem er für dessen erste Filme George Washington (2000), All the Real Girls (2003) und Undertow – Im Sog der Rache (2004) im Produktionsbereich mitwirkte.

## Karriere
Zobels erster eigener Film ist Great World of Sound von 2007, den er mit George Smith schrieb, über eine Betrugsmasche im Musik-Talentscouting, wofür sie echte Musiker vorsingen ließen, ohne dass diese zunächst wussten, dass davon Filmmaterial gedreht wurde. Sein zweiter Film Compliance von 2012, in dem ein Streichanrufer eine Angestellte durch vorgespielte Autorität manipuliert, basiert auf realen Fällen, ist aber auch von dem Milgram-Experiment inspiriert.
Nach dem Film Z for Zachariah – Das letzte Kapitel der Menschheit von 2015, mit dem er das Drehbuch von Nissar Modi inszenierte, folgte hauptsächlich die Regie für hochgelobte Episoden von Fernsehserien, so unter anderen 2015 die Episode Auftragskiller (International Assassin) für The Leftovers, die von Damon Lindelof und Nick Cuse geschrieben wurde, und 2018 nach einem Drehbuch von Dan Dietz Eine neue Stimme (Akane no Mai) für Westworld, die im Gegensatz zum Wild-West-Hauptsetting der Serie in einem der japanischen Edo-Zeit nachempfundenen Park spielt.
2019 drehte Zobel für Lindelof und Cuse den Film The Hunt, dessen Veröffentlichung durch mehrere Kontroversen auf 2020 verschoben wurde. Nachdem die Produktion der HBO-Miniserie Mare of Easttown mit Kate Winslet durch die COVID-19-Pandemie unterbrochen war und der geplante Regisseur absprang, übernahm Zobel ab Januar 2020 und inszenierte die gesamte Serie von sieben Episoden. Den dabei abgeschlossenen Zweijahresvertrag verlängerte er im Dezember 2021 um drei weitere. Im Oktober 2022 wurde er für die von HBO Max geplante Serie The Penguin, ein Spin-off des Films The Batman, als Regisseur engagiert.

## Filmografie

### Film
- 2000: George Washington (Co-Producer; Regie: David Gordon Green)
- 2001: Surfacing AKA A Letter from My Father (Regie)
- 2003: All the Real Girls (Production Manager; Regie: David Gordon Green)
- 2004: Undertow – Im Sog der Rache (Second Unit Director, Production Manager, Schauspieler; Regie: David Gordon Green)
- 2007: Trumbo (Production Manager)
- 2007: Great World of Sound (Regie, Drehbuch, Produzent)
- 2009: Of Montreal: In a Fit of Hercynian Prig, Oculi (Regie, Co-Producer)
- 2012: Compliance (Regie, Drehbuch, Produzent)
- 2013: Prince Avalanche (Produzent; Regie: David Gordon Green)
- 2014: D’Artagnan is the Champion (Executive Producer)
- 2014: Manglehorn – Schlüssel zum Glück (Co-Producer; Regie: David Gordon Green)
- 2015: Z for Zachariah – Das letzte Kapitel der Menschheit (Regie)
- 2016: My Entire High School Sinking into the Sea (Produzent)
- 2020: The Hunt (Regie, Executive Producer)

### Fernsehserie
- 2011–2012: Kitchen Cousins (Produzent: 11 Episoden)
- 2015, 2017: The Leftovers (Regie: 3 Episoden)
- 2016: Outcast (Regie: 1 Episode)
- 2017: American Gods (Regie: 1 Episode)
- 2018: Westworld (Regie: 1 Episode)
- 2018: One Dollar (Regie: 10 Episoden, Executive Producer)
- 2021: Mare of Easttown (Regie: 7 Episoden, Executive Producer)
- 2024: The Penguin

## Auszeichnungen und Nominierungen
für Great World of Sound (2007)
- Gotham Awards 2007
  - Nominierung als Bester Film
  - Auszeichnung als Breakthrough-Regisseur
- Sarasota Film Festival 2007: Auszeichnung mit Kritikerpreis
- Independent Spirit Awards 2008: Nominierung als Nester Erster Film

für Compliance (2012)
- Amazonas Film Festival 2012: Auszeichnung mit Jurypreis als Bester Film
- Deauville Film Festival 2012: Nominierung mit Grand Special Prize
- Detroit Film Critics Society Award 2012: Nominierung als Breakthrough Artist
- Ghent International Film Festival 2012: Nominierung als Bester Film
- Locarno Film Festival 2012
  - Nominierung für einen Golden Leopard
  - Nominierung für Junior-Jurypreis im Internationalen Wettbewerb
- Milwaukee Film Festival 2012: Nominierung als Bester Film
- Phoenix Film Critics Society Awards 2012: Nominierung als Breakthrough-Performance hinter der Kamera
- Sarasota Film Festival 2012: Nominierung für Jurypreis
- Sitges Film Festival 2012: Nominierung als Bester Film
- Stockholm Film Festival 2012: Nominierung als Bester Film
- Sundance Film Festival 2012: Nominierung für Publikumspreis
- Tallinn Black Nights Film Festival 2012: Nominierung als Bester nordamerikanischer Independent-Film
- Cinema Eye Honors Awards 2013: Nominierung
- Dublin Film Critics Circle Awards 2013: Nominierung als Bestes Drehbuch

für Z for Zachariah – Das letzte Kapitel der Menschheit (2015)
- Sundance Film Festival 2015: Nominierung für Großer Jurypreis

für The Leftovers, Episode 2x08 Auftragskiller (2015)
- Gold Derby TV Awards 2016: Auszeichnung als Drama-Episode des Jahres
- Gold Derby TV Awards 2019: Nominierung als Drama-Episode der Dekade

für Mare of Easttown (2021)
- Primetime-Emmy-Verleihung 2021
  - Nominierung als Beste Miniseries
  - Nominierung als Beste Regie einer Miniserie
- International Online Cinema Awards 2021: Nominierung als Beste Regie für eine Miniserie
- Directors Guild of America 2022: Nominierung als Beste Regie für eine Miniserie